# On-line sistem zdravstvenega zavarovanja
On-line sistem zdravstvenega zavarovanja je neposreden način dostopa do podatkov zavarovane osebe v podatkovnih zbirkah zalednega sistema ZZZS in prostovljnih zdravstvenih zavarovalnic.
V on-line sistemu so podatki o zavarovanih osebah dostopni izvajalcem zdravstvenih storitev neposredno iz zbirk podatkov zdravstvenega zavarovanja. Na ta način so dostopni tako podatki o obveznem zdravstvenem zavarovanju, ki jih upravlja ZZZS, kot podatki o prostovoljnih zdravstvenih zavarovanjih, ki jih upravljajo zavarovalnice AdriaticSlovenica d.d., TRIGLAV, Zdravstvena zavarovalnica, d.d in Vzajemna zdravstvena zavarovalnica d.v.z.
KZZ in PK sta v on-line sistemu ključa, ki omogočata pooblaščeni osebi dostop do podatkov. Dostop je praviloma mogoč samo z uporabo obeh kartic hkrati: brez PK dostop ni mogoč v nobenem primeru, brez KZZ pa je mogoč samo v izjemnih primerih (npr. KZZ ne deluje, oseba ima začasno papirno potrdilo, nujna medicinska pomoč), vendar tudi v teh primerih ni mogoč dostop brez KZZ do nekaterih občutljivih osebnih podatkov.